# Nuneaton

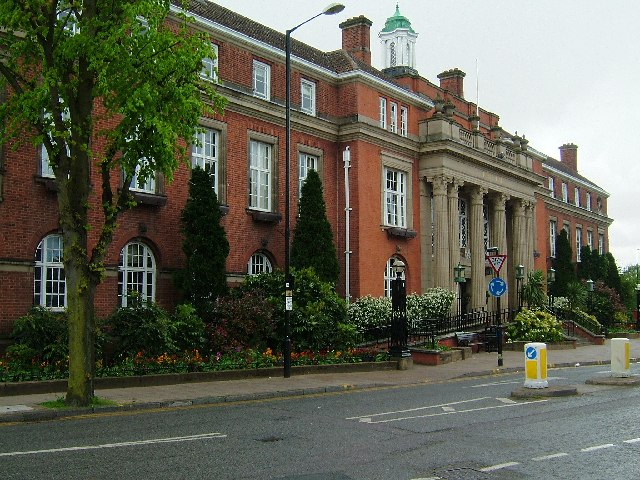
Nuneaton

Nuneaton és una ciutat del comtat de Warwickshire, Anglaterra.
Està ubicat 14,5 km (9 milles) al nord de Coventry, 32 km (20 milles) a l'est de Birmingham i 166 kilòmetres (103 milles) al nord-oest de Londres. La població total dels onze barris de Nuneaton fou de 86.552 habitants en el cens del 2023.

## Personatges il·lustres
- George Eliot, escriptor
- Ken Loach (1936 -) director de cinema

## Ciutats agermanades
Està agermanat amb :
- Roanne,
- Guadalajara
- Cottbus, Alemany